# Reichenwalde
Reichenwalde est une commune d’Allemagne située dans l'arrondissement d'Oder-Spree, au Brandebourg.

## Personnalités liées à la ville
- Alexandre Heinrich Gebhard von Zastrow (1768-1815), militaire né à Kolpin.
- Didi Senft (1952-), personnalité liée au cycliste né à Reichenwalde.